# Planisferi de Cantino
El planisferi de Cantino, també conegut com a mapa de Cantino, és un mapamundi que mostra els descobriments portuguesos del segle xv. La seva data d'elaboració és incerta, i el cartògraf que el va traçar és anònim, probablement d'origen portuguès. El que se sap és que el mapa va ser subreptíciament dut a Itàlia el 1502 per Alberto Cantino, un agent de l'italià duc de Ferrara, que va aconseguir arribar a ser secretari particular del rei portuguès senyor Manuel I. El mapa porta la inscripció Carta dona Navigo per le Isole nouam tr [ovato] in li part de l'Índia: dono Alberto Cantino al S. Duca Hercole. El mapa és notable per representar amb gran precisió zones del món fins llavors poc explorades pels europeus. La costa de Brasil apareix parcialment traçada, confirmant la conjectura de Pedro Álvares Cabral, que dos anys abans va afirmar que el Brasil no era només un territori petit, sinó potser un continent que s'estenia molt més al sud. La informació continguda en un mapa tenia llavors un gran valor, i va tenir un gran impacte en les relacions comercials d'Itàlia amb Portugal en l'època. El planisferi de Cantino es troba a la Biblioteca Estense de Mòdena, Itàlia, on ha estat guardat des de 1868.

## Història

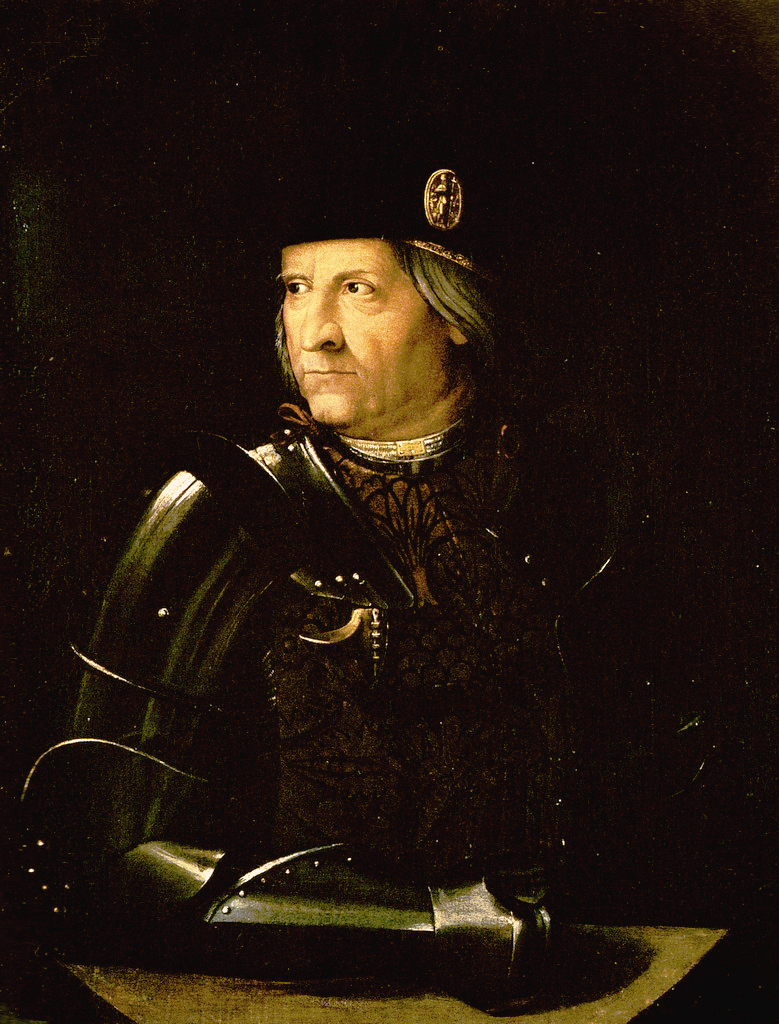
Hèrcules I d'Este (1472-1505), duc de Ferrara i Mòdena

El planisferi de Cantino és, de fet, una còpia d'una gran carta, basada en l'anomenat estendard reial, que penjava a la sala de cartes de la Casa da Guiné e da Mina, a Lisboa, l'organisme que administrava l'exploració i la colonització de nous territoris. Hi ha la hipòtesi que Cantino va subornar un cartògraf portuguès o un il·lustrador italià perquè li fes una còpia. Segons la historiografia d'Història del Brasil, va pagar dotze ducats d'or per la còpia, havent obtingut un benefici enviant la carta al duc de Ferrara, ja que aquest li cobrava vint ducats.
L'any en què es va fer aquesta còpia, 1502, queda establert amb seguretat, a partir d'una carta del mateix Cantino, datada el 19 de novembre d'aquell any, dirigida al duc de Ferrara, en la qual esmenta que la carta és amb un dels seus agents a Gènova. Duarte Leite va comparar les dates de sortida i arribada, així com els itineraris, de les flotes portugueses que van navegar per l'Atlàntic Sud durant el període, amb les dades presentades al mapa, i va concloure que el mapa va ser creat l'octubre de 1502 La inscripció més recent a la carta és l'esment de la desaparició de Gaspar Corte-Real, denunciada l'octubre de 1501 ; La carta també conté detalls desconeguts fins al retorn de la tercera flota portuguesa de João da Nova, entre l'11 i el 13 de setembre de 1502.
Si aquesta carta va poder ajudar els italians en el seu coneixement del món, en revelar molts territoris fins ara desconeguts per a ells, va quedar obsoleta en els mesos següents, ateses les contínues observacions cartogràfiques dels viatges portuguesos. No obstant això, la seva importància en l'intercanvi d'informació comercial italo-portuguesa no s'hauria de descuidar del tot, ja que aquesta carta donava als italians coneixement de l'existència de la costa brasilera i d'una part important de la costa atlàntica d'Amèrica del Sud amb una considerable anticipació sobre altres nacions europees, permetent-li gaudir d'avantatges comercials.
La informació geogràfica proporcionada pel planisferi de Cantino es va incloure en el planisferi de Cavério, dibuixat poc després del retorn d'Alberto Cantino a Itàlia. Aquest últim, al seu torn, va servir de referència per a l'elaboració del planisferi de Waldseemüller de 1507 gràcies al mecenatge de René II, duc de Lorena.
El mapa es va perdre en algun moment de la seva història fins que, un dia de 1859, el director de la Biblioteca Estense de Mòdena, Itàlia, Giuseppe Boni, va entrar en una botiga de salsitxes. Mentre esperava el servei, mentre examinava l'establiment, els seus ulls van caure en un vell pergamí dibuixat, que li va cridar l'atenció, i el va comprar. Un examen més acurat va revelar que era una de les cartes més antigues conegudes que mostrava la costa del Brasil i la línia de Tordesillas.

## Característiques

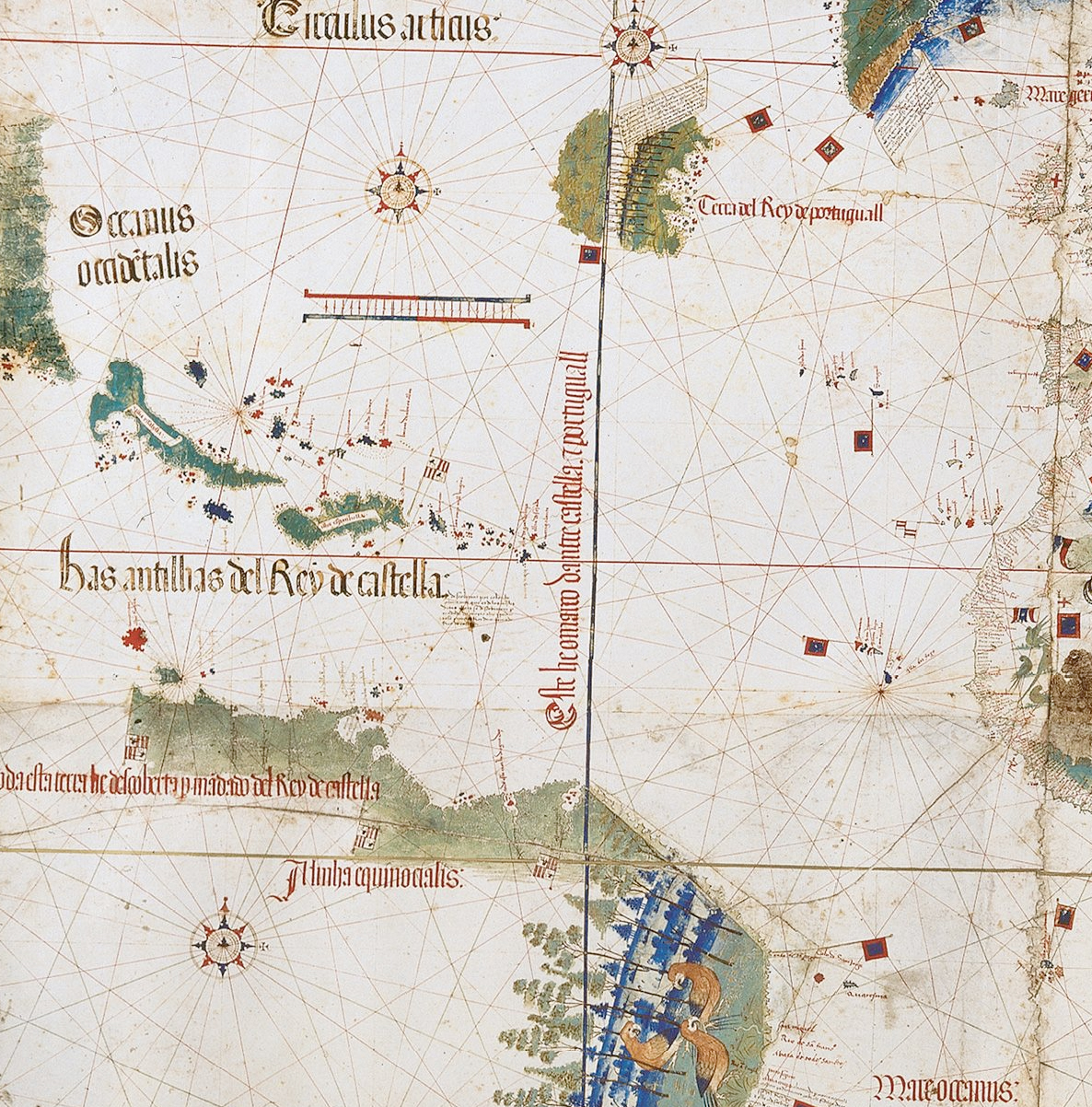
Planisferi Cantino (1502): detall que mostra les Amèriques

En el planisferi de Cantino apareixen diverses dades notables, que han portat a moltes conjectures sobre l'origen de la informació continguda, i la informació històrica sobre l'exploració europea. N'és un exemple que el mapa descriu la península de Florida el 1502, quan el descobriment de Florida és atribuït a Juan Ponce de León el 1513. Addicionalment, el continent africà apareix notablement ben traçat, i la seva línia costanera és delineada amb un detall sorprenent per a l'època (amb errors de menys de 45 km), la qual cosa és una proesa considerant que en aquella època no existia a Europa ni en el món àrab una forma precisa de mesurar la longitud, dada imprescindible per a una cartografia adequada.
En la seva forma actual, el planisferi mesura 2,18 × 1.02 metres. Porta la referència: " Carta da navigar per le Isole nouam tr[ovate] in le parte de l'India: owner Alberto Cantino al S. Duca Hercole " ("Carta nàutica de les illes recentment descobertes a la regió de l'Índia: donada d'Alberto Cantino al Sr. Duc Hèrcules"). Ja no queden vores ni marges, sens dubte pels maltractaments patits al llarg de la seva història.
Les seves inscripcions són una barreja de lletres gòtiques i cursives, en vermell i negre, la qual cosa suggereix la participació de diversos autors o l'addició de notes després de l'execució de la carta. Alguns d'aquests apunts es deuen possiblement a Amerigo Vespúcio, que devia ser interrogat en tornar del seu viatge.
Els continents i les illes grans es representen en verd, mentre que les illes petites es representen en vermell o blau. Les banderes marquen la sobirania dels territoris, i també es pot veure una bandera espanyola al barri de Maracaíbo. L'Equador està representat per una gruixuda línia d'or, i la línia del tractat de Tordesillas per una gruixuda línia blava. Els tròpics i el cercle polar àrtic estan marcats per fines línies vermelles. Les nombroses roses de brúixola i les línies romàniques associades fan que aquesta carta sembli un portolà.
La carta presenta, en particular, trams de la costa brasilera descoberts a partir del gener de 1500 pels navegants espanyols Vicente Yáñez Pinzón i Diego de Lepe, i l'abril de 1500 per l'armada de Pedro Álvares Cabral —qui creia erròniament que havia arribat a una illa. Les terres continentals recentment descobertes van ser explorades posteriorment per Gonçalo Coelho i Américo Vespúcio. La regió està representada per grans arbres verds i daurats, arbustos blaus i lloros amb el color vermell predominant.
Aquesta costa va ser retocada, amb una franja de pergamí adossada, que modifica els contorns entre l'est del golf de Fremosso i un punt situat just al sud del Rio de São Franc°, formant part de l'addició aquest darrer terme. Segons E. Roukema, la construcció de la costa brasilera es va dur a terme en tres etapes: inicialment seguint el viatge de Cabral; després, després d'Afonso Gonçalves ; i finalment, després de João da Nova.
Amèrica del Nord es troba a diverses parts: el sud de Groenlàndia, l'est de Terranova i una península que pot ser l'actual Florida. L'absència d'una línia de costa entre Terranova i Florida pot suggerir que encara s'estava considerant la possibilitat d'un pas per mar a la Xina. Groenlàndia se superposa al cercle polar àrtic. El cartoix adjacent indica que els germans Corte-Real la van identificar com les costes orientals d'Àsia (" Punt d'Assia ") i que no van poder desembarcar-hi.
La costa est de Terranova es dibuixa a l'est de la línia del Tractat de Tordesillas, amb grans arbres verds i daurats amb llargs troncs, i la menció " Terra del Rei de Portuguall ". Això correspon a la descripció d'aquesta regió feta pels germans Gaspar i Miguel Corte-Real el 1500-1501. Les Antilles apareix amb la menció " has antilhas del Rey de Castella "; És la referència més antiga del nom Antilles en un mapa geogràfic.

## Construcció

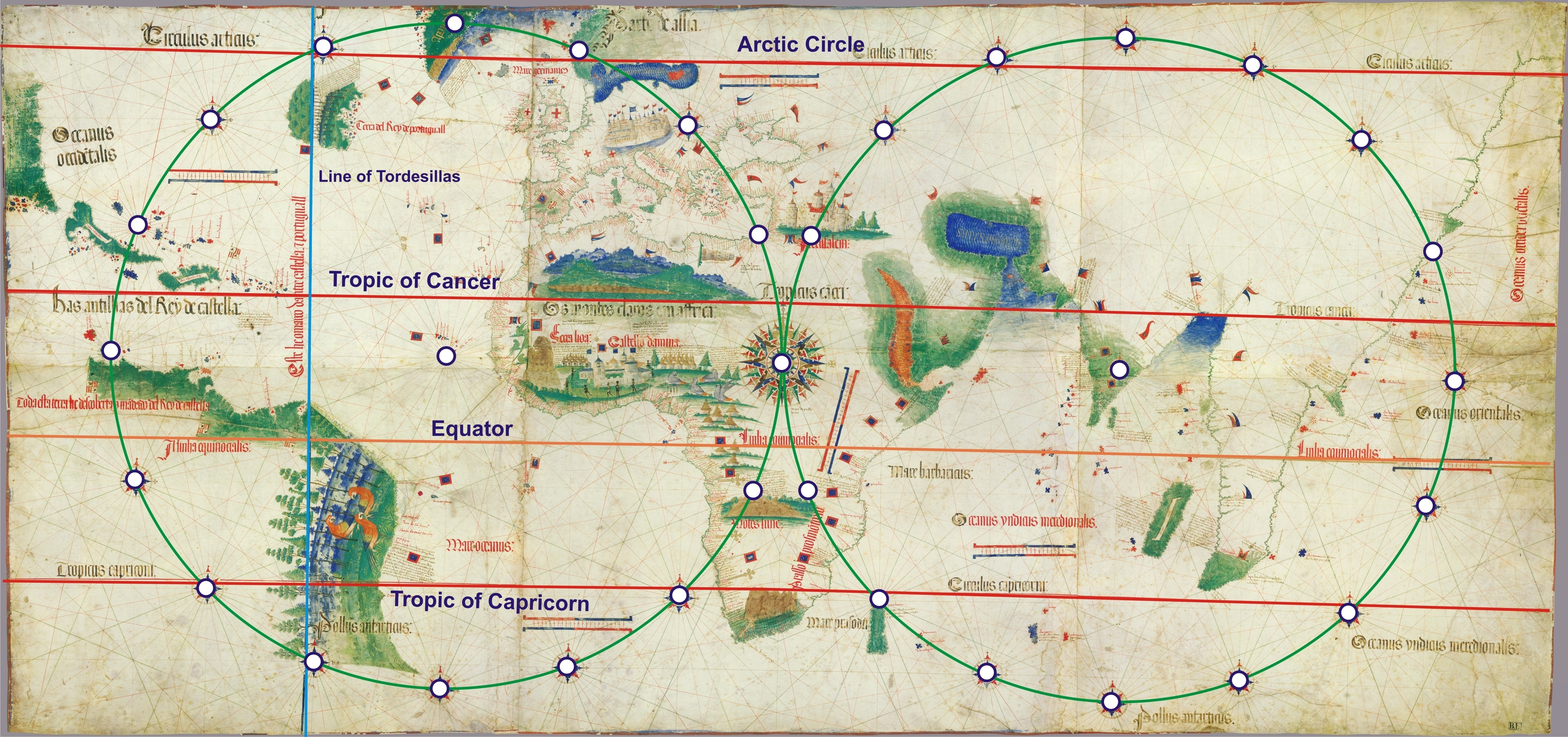
L'esquema constructiu de la xarxa de rumbs i les línies geogràfiques al planisferi de Cantino. Adaptació de Gaspar (2012), làmina 3

El planisferi de Cantino és el primer exemple existent de l'anomenada carta de latituds, que es va desenvolupar arran de la introducció de la navegació astronòmica, durant la segona meitat del segle XV. Contràriament a les cartes portolanes de la Mediterrània, que es van construir a partir de cursos magnètics i distàncies estimades entre llocs, a la carta de latituds, els llocs es representaven segons les seves latituds. Al planisferi de Cantino, les latituds només es van incorporar a les costes d'Àfrica, Brasil i Índia, mentre que Europa i el mar Carib van continuar representant-se segons el model de carta portolana).
La construcció del sistema de xarxa de rumbs al planisferi de Cantino utilitza dos cercles (alguns gràfics n'utilitzen només un, d'altres n'utilitzen fins a tres, segons la mida): el cercle occidental se centra a les illes del Cap Vert, el cercle oriental està centrat en Índia. La circumferència de cada cercle està marcada amb setze punts igualment espaiats, dels quals irradien els 32 rombes clàssics: 0°, 11 1/4°, 22 1/2°, 33 3/4°, etc. Els cercles exteriors occidental i oriental són tangents entre si en una gran rosa dels vents a l'Àfrica central, amb una flor de lis que indica el nord. Aquesta malla densa de línia loxodogràfica s'utilitzava a la navegació com a referència, per llegir i marcar direccions (cursos) entre llocs. Sis barres d'escala graduades en lligues ibèriques, amb un nombre variable de trams (o troncs ), estan distribuïdes per l'àrea del gràfic. S'utilitzaven per mesurar distàncies entre llocs.
Les il·lustracions són poques, però elaborades. Dues ciutats estan representades magníficament: Venècia i Jerusalem. També hi ha una elaborada representació del castell portuguès de São Jorge da Mina (castell d'Elmina, a la Costa d'Or de l'Àfrica occidental), flanquejat per dues ciutats africanes. Altres il·lustracions inclouen una muntanya en forma de lleó que representa la serralada de Sierra Leone, la Torre de Babel (col·locada horitzontal), les mítiques Muntanyes de la Lluna (font llegendària del riu Nil) a l'Àfrica central i la Muntanya de la Taula o la serra de Drakensberg. a Sud-àfrica. Al llarg de la costa central d'Àfrica es troben els diversos marcadors de pedra de creu (padrões ) erigits per Diogo Cão i Bartolomeu Dias a la dècada de 1480.
Al nord d'Àfrica, hi ha els "Montes Claros" al lloc habitual de les muntanyes de l'Atles, la llegenda de sota a l'esquerra diu que "aquesta és la terra del rei Organo, el rei del qual és molt noble i molt ric", i al raó que aquesta és la "terra del rei de Núbia, el rei de la qual contínuament fa la guerra al prester Joan i és un moro i un gran enemic dels cristians".

## Descobriments

### Amèrica del Nord

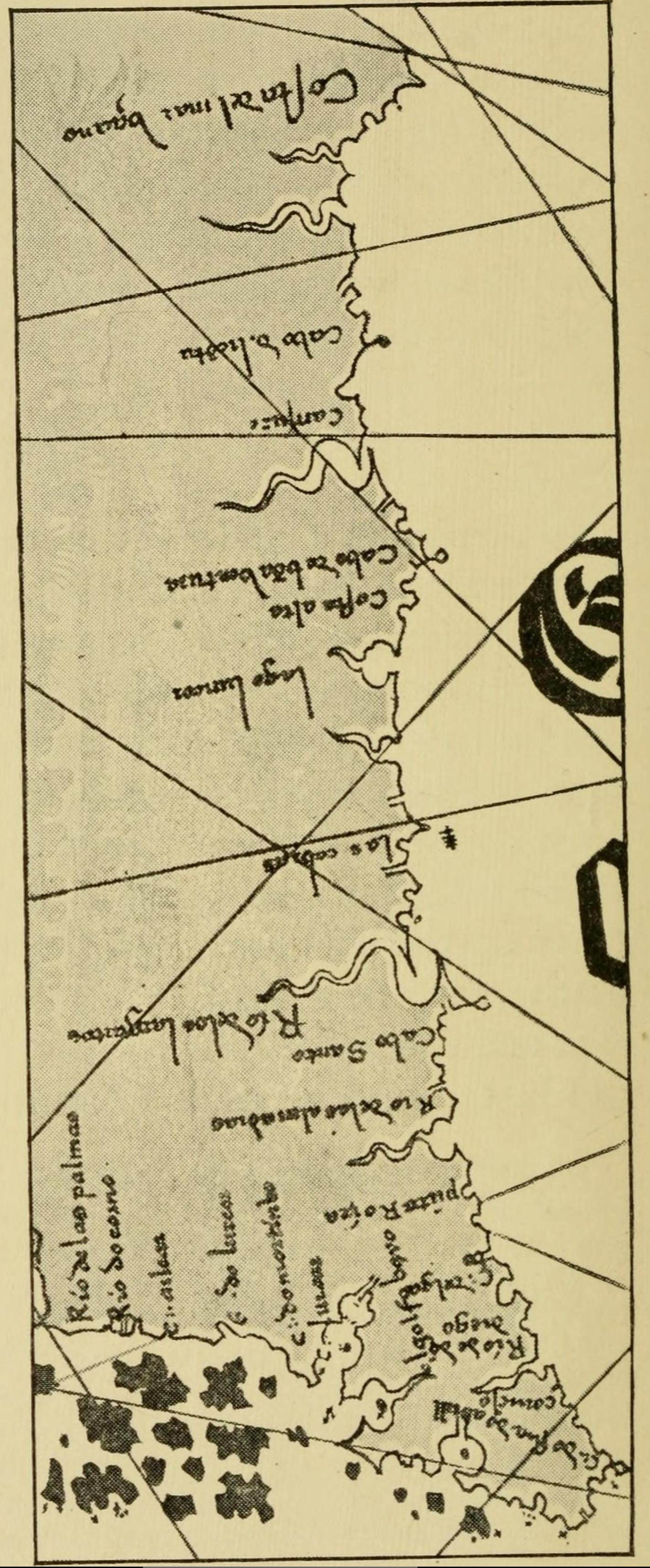
"La terra continental del nord-oest al mapa de Cantino (a partir de la reproducció copiada a mà que acompanya Les Corte Real de Harisse)." - George Nunn (1924)

En el moment de la creació del mapa, els viatges europeus havien tocat terra a través de l'oceà Atlàntic. Cristòfor Colom havia completat els seus primers tres viatges a una terra que va anomenar Cuba i Àsia. John Cabot havia completat tres viatges des de Bristol sota el comandament d'Enric VII d'Anglaterra. Se sabia molt poc sobre el tercer viatge de Cabot, inclòs si Cabot va tornar mai a Anglaterra. Mentre navegava cap a Groenlàndia — conegut però poc entès pels europeus contemporanis — João Fernandes Lavrador va tocar terra a una costa propera. Gaspar Corte-Real i el seu germà Miguel, membres de la casa reial portuguesa, van navegar cap a l'oest sota Manuel I de Portugal per trobar un pas del nord-oest cap a Àsia. Terranova, visitada els anys 1500 i 1501 pels germans Corte-Real, està etiquetada com a Terra del Rei de Portuguall al mapa de Cantino.
El mapa presenta una massa terrestre peculiar a aproximadament la ubicació d'Amèrica del Nord. Diverses teories ofereixen possibles explicacions per a aquesta terra que acaba en una península apuntant cap al Carib. S'ha relacionat amb Àsia, Yucatán, Florida i Cuba. La zona inclou pocs detalls cartogràfics definits i noms aparentment relacionats amb els viatges de Colom, Cabot i Corte Real. Altres mapes que representen la mateixa terra inclouen el mapa de Caverio, els mapes de Martin Waldseemüller i els globus terrestres de Johannes Schöner. Aquests descriuen la terra de manera diversa com Terra ultra incognita ("Terra més enllà del desconegut"), Vlterius incognita terra ("Terra més enllà del desconegut"), Terra de Cvba ("Terra de Cuba"), Parias (un topònim nadiu dels Quatre viatges de Amerigo Vespucci ), i Asie partis ("Part d'Àsia").

### Sud-amèrica
La costa brasilera va ser sens dubte l'última a afegir-se i va assolir la seva forma actual en tres fases: a la primera pertany una línia de costa inicial que va cap al sud-est des de Golfo fremosso fins a Cabo Sam Jorge, i des d'allà, fins al nord de Porto Seguro, continuant més al sud. fins a la punta de la massa terrestre. Una inscripció a Porto Seguro registra el descobriment i el nom de Vera Cruz, com es va anomenar inicialment el Brasil:
Porto Seguro. La Vera Cruz, anomenada així amb aquest nom, va ser trobada per Pedro Alvares Cabral, un cavaller de la casa del rei de Portugal, que va descobrir anant com a comandant de catorze vaixells que el rei va enviar a Calicut i, camí de l'Índia., va trobar aquí aquesta terra, que creia que era terra ferma, en la qual hi ha molta gent que s'observa, homes i dones, a caminar despullats com les mares els pareixen: són més aviat de pell clara. que marró vermellós i tenen els cabells molt llis. Aquesta terra va ser descoberta l'any 1500.
Només una part relativament petita de la costa, entre la bandera prop de la inscripció de Vera cruz i el costat nord de la baia de todos os santos hauria estat aixecada, l'any 1500, per la flota de Pedro Álvares Cabral. A la segona fase pertany l'enganxament de la franja de pergamí entre Rio de sã franc° i Golfo fremosso, que s'hauria basat en la informació aportada per la flota de João da Nova, que va arribar a Lisboa el setembre de 1502. En la tercera fase s'hauria afegit l'illa anomenada quaresma, juntament amb alguns noms escrits en cursiva.

### Groenlàndia
Es creu que el redescobriment europeu de Groenlàndia va ser per João Fernandes Labrador i Pedro de Barcelos entre 1495 i 1498, i també visitat per Giovanni Caboto (John Cabot), a l'expedició anglesa de 1498. Però la representació de l'illa al mapa suggereix que es basava en la missió portuguesa de Labrador i Barcelos. Terranova va ser visitada probablement per una expedició anglesa el 1497–98 i, de nou, per l'explorador portuguès Gaspar Corte-Real el 1500 i el 1501. El mapa deixa clar que la terra va ser descoberta i cartografiada per a Portugal per Gaspar Corte-Real, per al rei Manuel I de Portugal.